# Lidija Kulis
Lidija Kuliš (Visoko, Zenica-Doboj, Bosnia y Herzegovina, 2 de mayo de 1992) es una futbolista bosnia que juega como defensa en el Milan Women de la Serie A de Italia.

## Trayectoria
Tras jugar tres temporadas en el SFK Sarajevo fichó por el Turbine Potsdam alemán, entonces subcampeón de la Champions League. Sin minutos en el primer equipo, en 2013 fue cedida al Linköpings FC sueco. Tras regresar al Turbine, se consolidó en el equipo en la 14-15.
También juega con la selección bosnia. Es hermana de la también futbolista Monika Kulis (SFK Sarajevo). 